# Alvíssmál

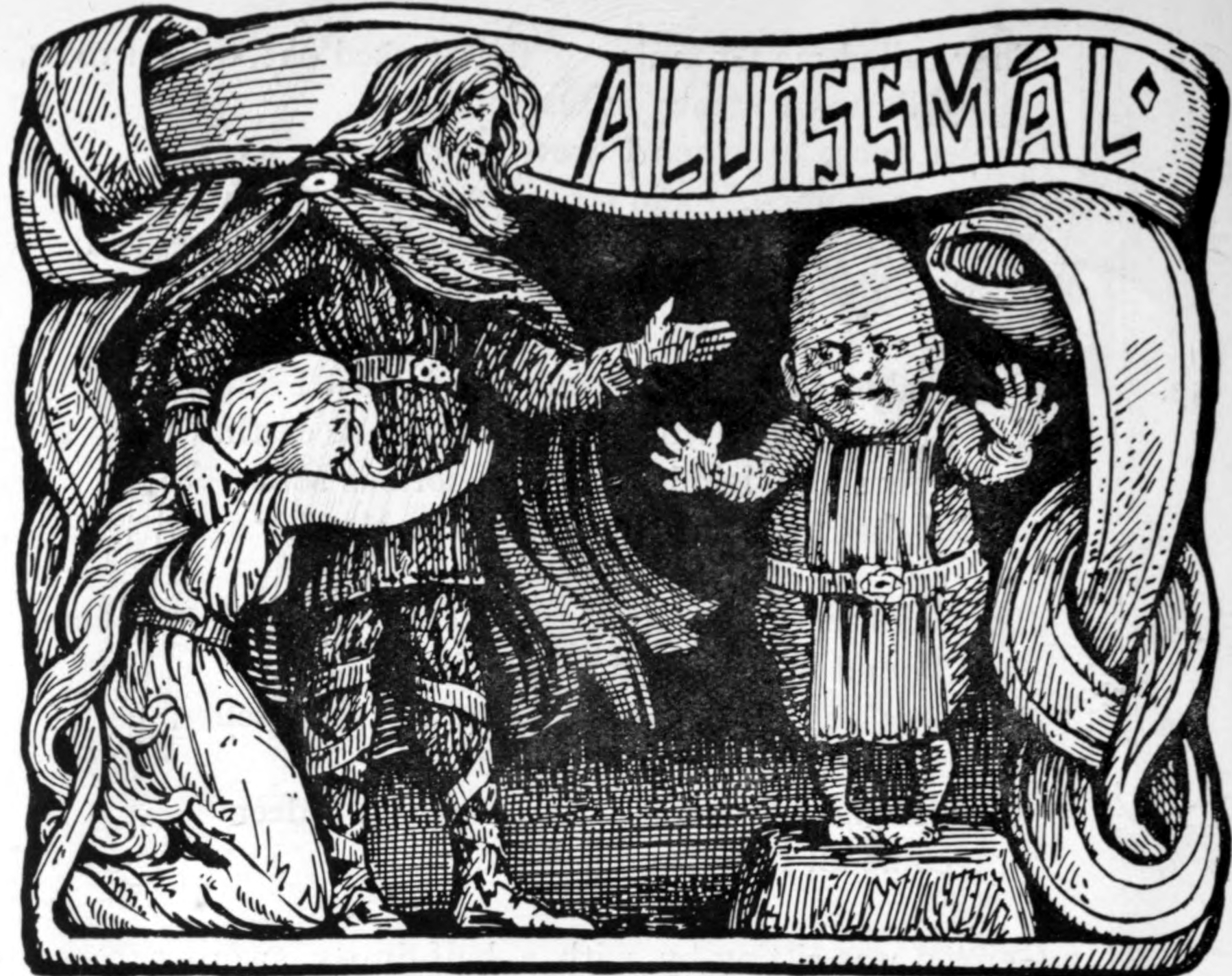
Thor debattiert mit Alwis, während er seine Tochter beschützt. Illustration von W. G. Collingwood.

Die Alvíssmál (Lied von Alwis) ist ein Götterlied der Lieder-Edda. Es besteht aus 36 Strophen.

## Handelnde Figuren
- Thor, Sohn Odins und mächtiger Ase der nordischen Mythologie
- Alwis („der Allweise“)[1], Zwerg, Widersacher Thors im Alwislied

## Inhalt
Im Mittelpunkt des Alwisliedes steht ein rhetorischer Wettstreit zwischen Thor und Alwis, der mit dem Tod des Zwerges endet.
Zu Anfang kehrt Alwis bei Thor ein. Beide sind einander äußerlich unbekannt. Auf Nachfrage erklärt Alwis dem überraschten Thor, dass er sich während der Abwesenheit des Asen heimlich mit dessen Tochter verlobt hat und seine angedachte Braut nun in ihr zukünftiges Heim begleiten möchte. Thors Wille ist es, die Hochzeit zu verhindern. Er erklärt die Verlobung für ungültig, da seiner Ansicht nach die Zustimmung des Vaters (d. h. seine eigene) notwendig ist. Alwis macht deutlich, dass er sich damit nicht zufriedengibt, und bekräftigt seinen Willen, die Tochter des Asen zu heiraten. Als Kompromiss schlägt Thor einen dichterischen Wettstreit vor: Alwis muss dem Gott sein Wissen über dichterische Vokabeln, deren Synonyme und Anwendungsbereiche bei den verschiedenen Völkern der nordischen Mythologie darlegen. Zum Beispiel fragt Thor in der neunten Strophe, welches Wort die anderen Völker für „Erde“ gebrauchen, und Alwis gibt die entsprechenden Synonyme zur Antwort:
| 10 So sage mir, Alwis, da alle Wesen, Kluger Zwerg, du erkennst, Wie heißt die Erde, die allernährende, In den Welten allen? |  |  | 11 Erde den Menschen, den Asen Feld, Die Wanen nennen sie Weg, Allgrün die Joten, die Alfen Wachstum, Lehm heißen sie höhere Mächte. |

Nach insgesamt zwölf weiteren Fragen erscheinen die ersten Sonnenstrahlen und Alwis erstarrt zu Stein (siehe Zwerg (Mythologie)).
Thor erweist Alwis seinen Respekt für dessen umfangreiches Wissen, gesteht aber gleichzeitig ein, mit Hinterlist gehandelt und die Versteinerung des Zwerges wissentlich herbeigeführt zu haben, indem er den Ausgang des Wettstreites absichtlich verzögerte.

## Struktur
Das Götterlied umfasst 36 Strophen. Die ersten neun Strophen beschäftigen sich mit der Darlegung der Ausgangssituation sowie der Absichtserklärung, einen dichterischen Wettstreit abzuhalten. Selbiger Wettkampf übergreift die Strophen 10 bis 35. Die letzte Strophe ist das Abschiedswort Thors.
Beide Figuren sprechen exakt die gleiche Anzahl an Strophen, sprich 18.
Erwähnenswert sind größere Unterschiede zwischen den verschiedenen Übersetzungen. Die Übertragung Felix Genzmers ist um eine Strophe kürzer als die Version Karl Joseph Simrocks.